# Halgania sericiflora
Halgania sericiflora är en strävbladig växtart som beskrevs av George Bentham. Halgania sericiflora ingår i släktet Halgania och familjen strävbladiga växter. Inga underarter finns listade i Catalogue of Life.